# Cultivo de estevia en Paraguay
Entre los principales países cultivadores de la Stevia rebaudiana o ka'a he'ẽ se destaca el Paraguay, con una superficie sembrada de 2300 hectáreas que produjeron 3680 toneladas en el año 2014 según estimaciones de la Dirección Nacional de Censos y Estadísticas del Ministerio de Agricultura y Ganadería (citada por Acosta, 2015,p.3). Los departamentos paraguayos que tienen mayor rendimiento (kilogramos por hectárea) son San Pedro, Caaguazú, Itapúa y Alto Paraná.

## Exportaciones
Las exportaciones de los extractos de estevia (especialmente edulcorantes) y de las hojas durante el período 2007-2014, alcanzaron un total acumulado de USD 7 600 000.  
Entre los principales destinos de la estevia paraguaya en el 2014 se encontraban la Unión Europea (47%), China (37%), Estados Unidos (1%), Mercosur ampliado  (11%), Unión Europea (47%) y Resto del Mundo (4%) según datos del Observatorio de Economía Internacional del CADEP (2007-2014,citado en Acosta,2015,p.7).

## Empresas dedicadas al rubro
Victor Galeano, Silvio González y Jorge Velázquez (2010,citados por Acosta,2015,p.5) dicen que en el 2010 existían en el país aproximadamente 40 empresas dedicas al rubro que empleaban en total a unas 20.000 personas entre la producción, industrialización y exportación. 
Entre las empresas más destacadas dedicadas al rubro se encuentran Steviapar S.A, Purecircle South América S.A, NL Stevia S.A, Nativia Guaraní S.A, durante el período de 2007-2014.